# Янкович, Елена
Е́лена Я́нкович (серб. Јелена Јанковић; родилась 28 февраля 1985 года в Белграде, СФРЮ) — сербская теннисистка; бывшая первая ракетка мира в одиночном разряде; победительница одного турнира Большого шлема в миксте (Уимблдон-2007); финалистка одного турнира Большого шлема в одиночном разряде (Открытый чемпионат США-2008); победительница 17 турниров WTA (из них 15 в одиночном разряде); финалистка Кубка Федерации (2012) и Кубка Хопмана (2008) в составе национальной сборной Сербии; победительница одного юниорского турнира Большого шлема в одиночном разряде (Открытый чемпионат Австралии-2001); финалистка одного юниорского турнира Большого шлема в парном разряде (Открытый чемпионат США-2001); бывшая первая ракетка мира в юниорском рейтинге.

## Общая информация
Елена — третий ребёнок в семье Веселина и Снежаны Янковичей (оба — экономисты); её братьев зовут Марко и Стефан.
Сербка впервые начала заниматься теннисом в девять лет. Родной клуб — «Црвена звезда», любимое покрытие — хард.
Янкович периода пика своей одиночной карьеры часто рассматривалась как одна из лучших игроков женского тура в активной оборонительной игре на задней линии; многие обозреватели выделяли её великолепные защитные способности и передвижение по корту. В своей лучшей форме сербка была способна вести длительные розыгрыши с малым количеством собственных ошибок. Её фирменным ударом является двуручный бэкхенд по боковым линиям или по углам корта.
В апреле 2021 года у Янкович родилась дочь.

## Спортивная карьера

### Начало карьеры
Елена смогла проявить себя уже в юниорском теннисе: рано покинув СРЮ она обосновалась в США: в академии Ника Боллетьери, от которой, со временем, и начал строиться её турнирный календарь. В 1999 году Янкович впервые попробовала себя в туре старших юниоров и достаточно быстро смогла взобраться в элитную группу его рейтинга: после ряда успехов на турнирах младших категорий она к августу 2000 года набрала достаточный рейтинг, чтобы впервые сыграть на турнире Большого шлема: на Открытом чемпионате США, а к концу года отметиться и более значимыми успехами: дойдя до финала соревнования GA и сыграв в четвертьфиналах на Eddie Herr International и Orange Bowl. После короткого межсезонья удачная серия продолжилась в Мексике и Австралии: Янкович побывала в четырёх финалах в одиночном и парном разрядах, выиграв три титула — после успехов на турнирах в Новом Свете она подтвердила свой уровень и на Открытом чемпионате Австралии, где выиграла одиночный титул, переиграв в финале Софию Арвидссон, и дошла до полуфинала в паре. Последующая часть сезона прошла также весьма удачно: сербка отметилась в полуфинале парного турнира Уимблдона и выиграла чемпионат Европы, а на финише года выиграла одиночный турнир Eddie Herr International и дошла до парных финалов на Открытом чемпионате США и Orange Bowl, где оба раза выступала вместе с Матеей Межак. В конце мая 2001 года сербка впервые возглавила одиночный юниорский рейтинг, но до конца сезона удержать этот статус не смогла, уступив звание «лучшей юниорки мира» Светлане Кузнецовой, а с 2002 года и вовсе сосредоточившись на выступлениях в протуре.
Первые опыты в соревнованиях среди взрослых начались же ещё в 2000 году, когда по протекции академии Елена получила несколько карт на американские турниры. Эти и другие специальные приглашения позволили Янкович вскоре набрать достаточный рейтинг, чтобы опираться только на свои выступления. В мае 2002 года был добыт первый финал — на грунтовом 25-тысячнике в Виргинии сербка уступила лишь лидеру посева — американке Эрике де Лоун, а в июле — первая победа над игроком топ-20: карта от организаторов турнира в Станфорде была реализована не только в победу над Даей Бедановой, но и в выход в четвертьфинал местного соревнования. Нарастающее качество результатов позволило следом сыграть и первый взрослый турнир Большого шлема: квалификацию Открытого чемпионата США, где сербка уступила уже на старте. Опыт полученный в Нью-Йорке пригодился уже через несколько месяцев в Мельбурне, где Елена не только преодолела отбор, но и выиграла один матч в основе. В дальнейшем сезон принёс менее значительные успехи: три следующих квалификационных соревнования покорить не удалось, но всё большее количество результативных турниров позволило Янкович подниматься в рейтинге, а титул в октябре на 75-тысячнике в Дубае позволил и впервые преодолеть грань первой и второй сотен.

### 2004—2007

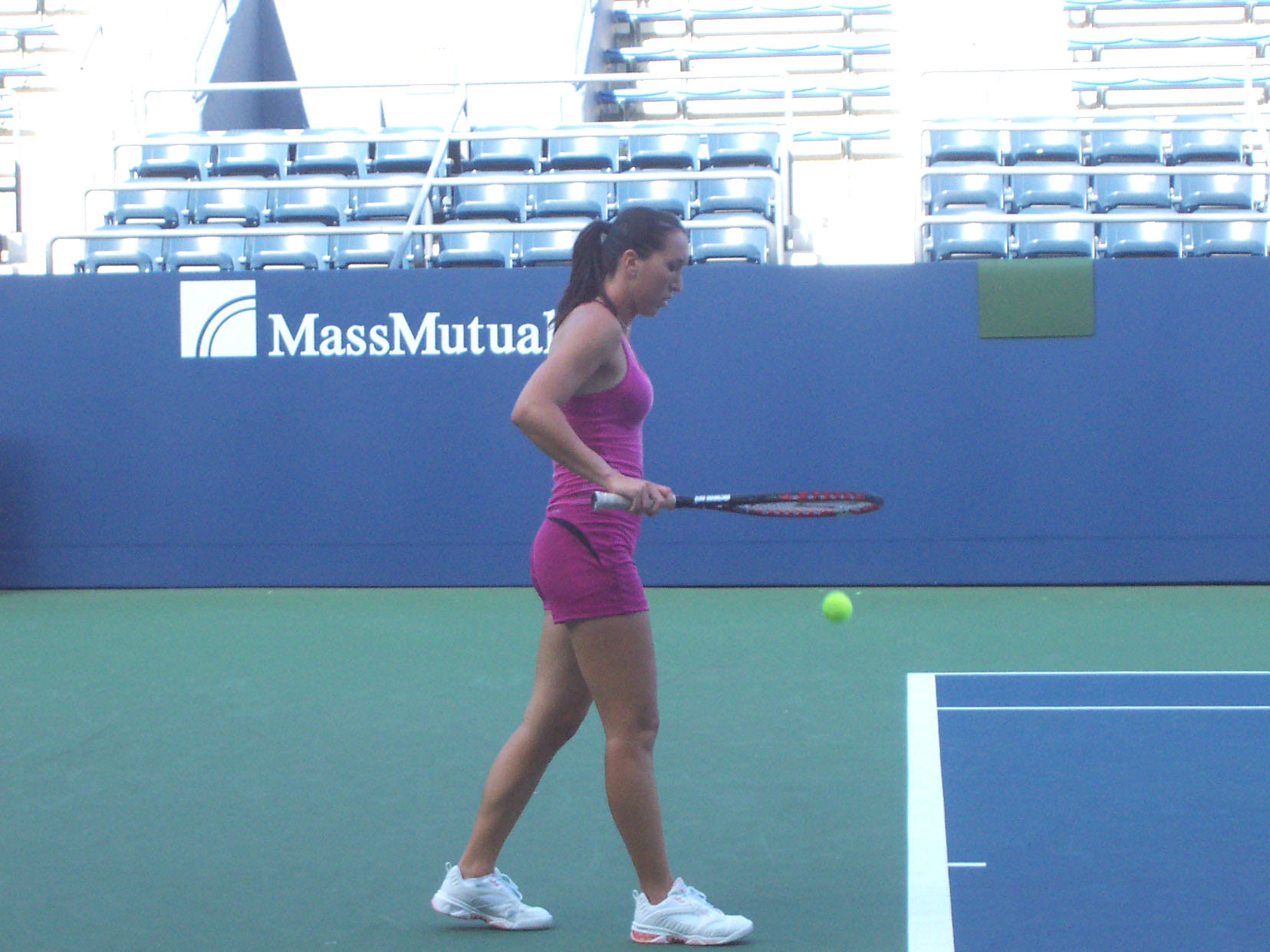
Елена на Открытый чемпионат США. 2007 год

Через год уровень результатов удаётся не только подтвердить, но и улучшить: в январе — на Открытом чемпионате Австралии, сербка одерживает свою первую победу над действующим игроком топ-10, взяв верх в матче с Еленой Дементьевой; в апреле Елена впервые пробивается в финал соревнования ассоциации — в Будапеште — и сходу побеждает, переиграв в титульном матче Мартину Суху. Прочий сезон-2004 долгое время приносил лишь локальные серии выигранных матчей, позволявшие держаться на границе первой и второй полусотни и лишь осенью удалось пробиться в топ-30, когда сербка добилась двух четвертьфиналов на турнирах в Пекине и Фильдерштадте, а также вышла в полуфинал в Линце. В 2005 году небольшие улучшения в стабильности выступлений продолжились: на турнирах Большого шлема было выиграно сразу пять матчей в основных сетках, а на соревнованиях ассоциации Елена трижды пробивалась в одиночные финалы, но каждый раз уступала (самым статусным турниром из них был приз в Дубае, где соперницей Янкович стала Линдсей Дэвенпорт). Также в мае того года сербка отметилась полуфиналом на крупном турнире в Берлине, что позволило ей следом впервые пробиться в топ-20.
Сезон-2006 начался с длительной безвыигрышной серии в одиночном разряде, начатой во втором круге Открытого чемпионата Австралии и завершённой лишь в мае, на турнире в Риме, когда количество поражений достигло отметки в десять матчей. Начав побеждать, Елена, впрочем, быстро вернулась к своей лучшей форме, отметившись четвертьфиналом на турнире в Риме, а затем выйдя в полуфинал на турнире в Страсбурге и третий круг на Ролан Гаррос. Последующий травяной сезон принёс первый в карьере парный финал — в Бирмингеме, где вместе с Ли На удалось сходу взять титул; а также дебютный выход в четвёртый круг турнира Большого шлема: на Уимблдоне, где была переиграна Винус Уильямс. Эту стабильность Янкович удалось сохранить и во время североамериканского хардового сезона, где сербка отметилась в финале приза в Лос-Анджелесе, переиграв Серену Уильямс, а также пробилась в полуфинал Открытого чемпионата США, где переиграла трёх игроков топ-10 и долгое время вела в счёте в матче против четвёртого — Жюстин Энен-Арденн, но, в итоге, уступила. Осенняя серия принесла несколько четверть- и полуфиналов на турнирах второй и третьей категории, позволив сербке закрепиться в топ-20, завершив сезон 12-й ракеткой мира.
В 2007 году Елена и вовсе смогла стать одним из лидеров женского тура, отметившись сразу восемью финалами на соревнованиях ассоциации и к июню взобравшись на третью строчку в рейтинге. Заметно возросшая общая стабильность выступлений позволила выиграть четыре титула, два из которых пришлись на грунтовые соревнования высшей категории — в Чарлстоне и Риме, где Янкович переигрывала в финалах Динару Сафину и Светлану Кузнецову; на турнирах Большого шлема сербка выиграла сразу 15 матчей, но лишь раз вновь пробилась в полуфинальную стадию — на Открытом чемпионате Франции, где вновь уступила Жюстин Энен. Июньский травяной сезон принёс первый в карьере взрослый титул на турнирах Большого шлема: вместе с Джейми Марреем Елена стала сильнейшей в соревнованиях смешанных пар Уимблдона, в решающей игре за титул взяв верх над парой Йонас Бьоркман / Алисия Молик. Большое количество игр в первой половине сезона привело к спаду физической формы во время осеннего отрезка, а на Итоговом турнире Янкович и вовсе не смогла выиграть ни матча.

### 2008—2010
Следующий сезон стал лучшим в карьере сербки — сохранив стабильность результатов, она сразу шесть раз играла в титульных играх на соревнованиях регулярного тура, а на турнирах Большого шлема выиграла 19 матчей, в том числе впервые добравшись до финала: на Открытом чемпионате США, а также ещё дважды проиграв на матч раньше. Двумя самыми статусными титулами стали победы в Риме и Москве, где Елена оказывалась сильнее Ализе Корне и Веры Звонарёвой. Лишь к октябрю, когда число выигранных матчей перевалило за отметку «60», сербка впервые позволила себе покинуть турнир ранее четвертьфинала. Вторая попытка сыграть на Итоговом турнире прошла много успешнее: выиграв два матча на групповой стадии, Елена пробилась в полуфинал. В том же сезоне Янкович помогла своей сборной в Кубке Федерации впервые покинуть региональные соревнования этого турнира, сначала выиграв первую группу турнира, а затем, в плей-офф второй мировой группы, справившись со сборной Хорватии.
| Стадия  | Соперница (посев)      | Рейтинг | Счёт           |
| 1 раунд | Коко Вандевеге (WC)    | 512     | 6-3 6-1        |
| 2 раунд | София Арвидссон        | 63      | 6-3 6-7(5) 7-5 |
| 3 раунд | Чжэн Цзе               | 37      | 7-5 7-5        |
| 4 раунд | Каролина Возняцки (21) | 18      | 3-6 6-2 6-1    |
| 1/4     | Сибиль Баммер (29)     | 30      | 6-1 6-4        |
| 1/2     | Елена Дементьева (5)   | 6       | 6-4 6-4        |
| Финал   | Серена Уильямс (4)     | 3       | 4-6 5-7        |

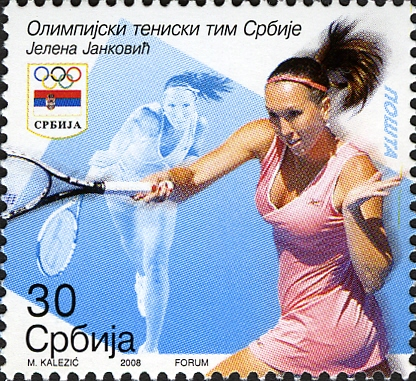
Сербская почтовая марка, посвящённая Олимпиаде-2008 в Пекине.

В 2009 году в результатах сербки произошёл заметный спад: просчёты в подготовке привели к потере былой стабильности и заметному откату в рейтинге. За сезон были добыты лишь три финала, а число выигранных матчей на турнирах Большого шлема сократилось по сравнению с прошлым сезоном в два раза; часть очков было потеряна из-за не вовремя полученных повреждений. Пиковыми отрезками сезона стали турниры в Цинциннати, где Янкович завоевала титул, отыграв в полуфинале несколько матчболов у Елены Дементьевой, и Токио, где из-за травмы сербка не смогла доиграть финальный поединок против Марии Шараповой. Не без труда отобравшись на Итоговый чемпионат, Елена смогла там преодолеть групповую стадию, уступив в полуфинале Винус Уильямс. Сезон-2009 для сборной Сербии в Кубке Федерации прошёл куда продуктивней: представительницы Балкан с минимальными проблемами преодолели сопротивление сборных Японии и Испании, обеспечив себе место в элитной группе соревнования.
Первая половина следующего — 2010 года — позволила Янкович практически вернуться на свой пиковый уровень: титул в Индиан-Уэлсе, финал в Риме и полуфинал на Ролан Гаррос, в сочетании с более мелкими успехами, вознёс её к июлю на вторую строчку рейтинга, однако затем сербка дважды подряд покидала соревнования из-за травм и, растеряв запас уверенности в своих силах, до конца сезона лишь раз выиграла на одном турнире хотя бы два матча. Не без труда отобравшись на Итоговый приз, она не смогла выиграть там ни сета. Сборная Сербии в этот год проиграла оба своих матча: сначала россиянкам в четвертьфинале мировой группы, а затем словачкам в плей-офф турнира; Янкович, при этом, уступила лишь один из четырёх своих одиночных матчей.

### 2011—2013
В 2011 году преодолеть игровые проблемы удалось лишь частично: чуть нарастив стабильность результатов в сравнении с концовкой прошлого года Елена, впрочем, боролась лишь за позиции во второй десятке; на турнирах Большого шлема сербка провела наименее результативный год с 2005 года, выиграв лишь шесть матчей, а на Уимблдоне, впервые за 25 соревнований серии, и вовсе проиграла уже на старте. Неплохо был проведён отрезок с февраля по апрель, когда сначала в течение трёх недель были добыты два одиночных полуфинала и финал, затем, в паре с Анастасией Павлюченковой, на соревновании в Индиан-Уэлсе, была обыграна первая пара мира — Хисела Дулко / Флавия Пеннетта, и, наконец, добыты четвертьфинал и полуфинал на турнирах в Майами и Чарлстоне. Второй и третий пики сезона были куда короче: сначала в августе, когда Янкович добралась до финала в Цинциннати, уступив Марии Шараповой; а затем в октябре, когда Елена побывала в полуфинале в Линце. Сезон сборной для Янкович свёлся лишь к матчу плей-офф первой мировой группы против сборной Словакии, где выйдя на замену в воскресный день Елена помогла сербкам отыграться со счёта 1-2 и во второй раз подряд выйти в элитную группу турнира.
На следующий сезон спад в личных турнирах усугубился: лишь 32 выигранных матча в одиночном разряде отбросили Янкович на 22-ю строчку в рейтинге. Насытив свой календарь соревнованиями младшей категории тура ассоциации Елена и там зачастую не могла добраться до финала, уступая игрокам с заметно более низким текущим рейтингом. Два финала по ходу того сезона пришлись на небольшие турниры в Бирмингеме и Техасе, где обидчицами сербки выступили Мелани Уден и Роберта Винчи. Сезон сборной был удачнее: сербки, переиграв команды Бельгии и России, вышли в финал, где уступили команде Чехии.
В 2013 году неудачный период удалось завершить: Елена вернулась в топ-10, впервые за три года добралась до четвертьфинала турнира Большого шлема. Первый пик сезона пришёлся на февраль-апрель, когда Елена выиграла небольшой турнир в Боготе, добилась полуфинала в Майами и финала в Чарлстоне; второй — на рубеж мая и июня, когда Янкович вышла в полуфинал в Нюрнберге и четвертьфинал на Открытом чемпионате Франции, третий — на август, когда сербка вышла в полуфинал в Цинциннати и четвёртый круг на Открытом чемпионате США, а четвёртый — на октябрь, когда Янкович дошла до финала в Пекине, добрав решающие очки для квалификации на Итоговый турнир. Финальный приз подготовил сербке очень равную группу, где даже один выигранный матч позволил Елене выйти в полуфинал. Также весьма результативно прошёл для Янкович парный сезон — сотрудничая с Мирьяной Лучич-Барони, Александрой Крунич и Катариной Среботник, она несколько раз обновляла свой пиковый рейтинг, на Уимблдоне впервые в карьере вышла в четвертьфинал турнира Большого шлема, а в августе — в Торонто — выиграла свой второй в карьере титул на соревнованиях ассоциации.

### 2014—2017

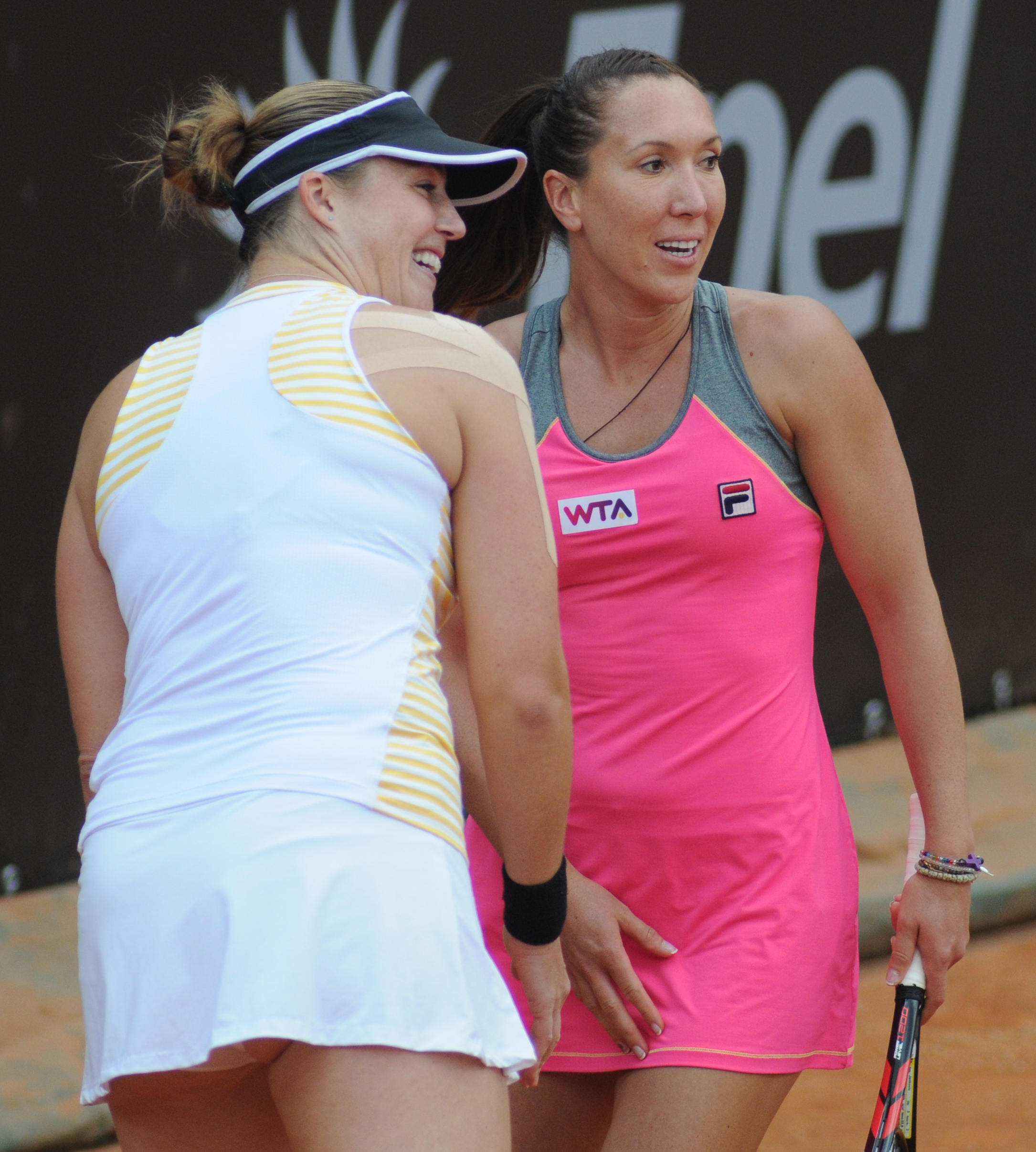
Янкович и Алиса Клейбанова на турнире в Риме. 2014 год

Сезон-2014 включил в себя очередной спад: долгое время идя на грани попадания в топ-8 чемпионской гонки, сербка уступила слишком много равных матчей, отпустив конкуренток на слишком большое расстояние, а в концовке года дала им и дополнительный гандикап, когда её стали всё больше донимать проблемы со спиной. Стабильная первая часть сезона включила множество четверть- и полуфиналов, но лишь один финал: в Боготе Янкович уступила титульный поединок Каролин Гарсие. Продолжались опыты в парных турнирах, позволившие добиться нескольких третьих кругов, выведших к июню рейтинг Янкович на 19-ю строчку; результативнее прочих оказался альянс с Алисой Клейбановой.
Старт сезона 2015 года Янкович провела неудачно. С учётом плохих результатов в начале года она неожиданно смогла в марте добраться до финала Премьер-турнир высшей категории в Индиан-Уэлсе. В решающей матче за престижный титул она проиграла Симоне Халеп со счётом 6-2, 5-7, 4-6. Грунтовая часть сезона вновь проходила не лучшим образом, где лучшим результатом сербской теннисистки стал четвертьфинал на небольшом турнире в Страсбурге. Летний отрезок на траве она провела лучше. В июне на турнире в Хертогенбосе Янкович вышла в полуфинал. Также на этом турнире она сумела выйти в финал в парном разряде в дуэте с Павлюченковой. На Уимблдонском турнире Елена смогла обыграть действующую чемпионку и вторую ракетку мира Петру Квитову — 3-6, 7-5, 6-4. Это победа позволила Янкович выйти в четвёртый раунд, где она проиграла Агнешке Радваньской.
В июле 2015 года на турнире в Стамбуле Елена вышла в парный финал в партнёрстве с местной теннисисткой Чаглой Бююкакчай. Затем она смогла выиграть первый за два года турнир в одиночках, взяв главный приз турнира младшей серии WTA 125 в Наньчане. На Премьер-турнире уже основного тура в Цинциннати Янкович удалось доиграть до полуфинала и обыграть в третьем раунде игрока из топ-10 Каролину Плишкову. В сентябре она взяла первый титул в сезоне в основном туре, победив на турнире в Гуанчжоу. В октябре Елена выиграла ещё один турнир в Азии. Она победила в Гонконге, где в решающем матче переиграла № 9 в мире Анжелику Кербер — 3-6, 7-6(4), 6-1. В концовке сезона она сыграла на втором по значимости итоговом турнире Трофей элиты WTA.
В 2016 году результаты 30-летней теннисистки резко ухудшились и она впервые с 2004 года опустилась в рейтинге ниже топ-50. Из хороших результатов можно отметить полуфинал турнира на Мальорке. В сентябре она попыталась защитить прошлогодний титул на турнире Гуанчжоу и добралась до финала, но проиграла в нём Лесе Цуренко со счётом 4-6, 6-3, 4-6. В октябре Янкович вышла ещё в один полуфинал на турнире в Гонконге.
Янкович ещё хуже провела сезон 2017 года в силу хронической травмы. На всех турнирах она не могла выиграть более двух матчей подряд в основной сетке и пройти в решающие стадии. Исключением стало выступление в парном разряде на Мальорке, где Елена в паре с Анастасией Севастовой дошла до финала. После Открытого чемпионата США Янкович досрочно завершила сезон и больше не выступала на профессиональном уровне.

### Сборная и национальные турниры
Недостаток квалифицированных игроков в югославском женском теннисе на рубеже веков позволил Елене уже в 16 лет дебютировать в играх за взрослую сборную страны в Кубке Федерации, а в дальнейшем, регулярно откликаясь на вызовы федерации и переписать на себя множество пиковых достижений команды в этом турнире: в 2001-12 годах Янкович пропустила лишь один розыгрыш этого турнира, сыграв в 48 матчах и выиграв 27 игр в одиночном разряде и семь — в парном. При её участии — в 2010 году — балканская команда впервые в своей новейшей истории смогла добраться до мировой группы турнира, а пару лет спустя и сыграв в титульном матче приза. В 2008 году Елена сыграла за национальную команду в её одном турнире ITF: полувыставочном Кубке Хопмана, где уже во второй матчевой встрече получила небольшую травму, но всё равно смогла доиграть турнирную неделю, посильно облегчив Новаку Джоковичу выход в финал, где сербы уступили в решающем миксте сборной США.
Быстрый путь Янкович в лидирующую группу одиночного рейтинга позволил ей уже в 19 лет впервые принять участие в олимпийском турнире, а в дальнейшем ещё дважды повторив этот результат. Наиболее удачно сложились пекинские игры, где сербка добралась до четвертьфинала одиночного турнира, уступив одному из лидеров тогдашнего тура — Динаре Сафиной.

## Итоговое место в рейтинге WTA по годам
| Год  | Одиночный рейтинг | Парный рейтинг |
| 2017 | 153               | 134            |
| 2016 | 55                | 130            |
| 2015 | 21                | 63             |
| 2014 | 16                | 47             |
| 2013 | 8                 | 20             |
| 2012 | 22                | 304            |
| 2011 | 14                | 137            |
| 2010 | 8                 | 102            |
| 2009 | 8                 |                |
| 2008 | 1                 |                |
| 2007 | 3                 | 107            |
| 2006 | 12                | 43             |
| 2005 | 22                | 139            |
| 2004 | 28                | 293            |
| 2003 | 85                |                |
| 2002 | 194               |                |
| 2001 | 361               |                |

## Выступления на турнирах

### Финалы турниров Большого шлема в одиночном разряде (1)

#### Поражение (1)
| №  | Год  | Турнир                 | Соперница в финале | Счёт    |
| 1. | 2008 | Открытый чемпионат США | Серена Уильямс     | 4-6 5-7 |

### Финалы турнировWTAв одиночном разряде (36)

#### Победы (15)
| Легенда: До 2009 года           | Легенда: С 2009 года  |
| ------------------------------- | --------------------- |
| Турниры Большого шлема (0+0+1)* |                       |
| Итоговый турнир WTA (0)         |                       |
| 1-я категория (4)               | Premier Mandatory (1) |
| 2-я категория (2)               | Premier 5 (1+1)       |
| 3-я категория (1+1)             | Premier (0)           |
| 4-я категория (1)               | International (4)     |
| 5-я категория (1)               | International (4)     |

| Титулы по покрытиям | Титулы по месту проведения матчей турнира |
| ------------------- | ----------------------------------------- |
| Хард (8+1)*         | Зал (2)                                   |
| Грунт (6)           | Зал (2)                                   |
| Трава (1+1+1)       | Открытый воздух (13+2+1)                  |
| Ковёр (0)           | Открытый воздух (13+2+1)                  |

* количество побед в одиночном разряде + количество побед в парном разряде + количество побед в миксте.
| №   | Дата             | Турнир                    | Покрытие   | Соперница в финале   | Счёт           |
| 1.  | 2 мая 2004       | Будапешт, Венгрия         | Грунт      | Мартина Суха         | 7-6(4) 5-7 6-3 |
| 2.  | 6 января 2007    | Окленд, Новая Зеландия    | Хард       | Вера Звонарёва       | 7-6(9) 5-7 6-3 |
| 3.  | 15 апреля 2007   | Чарлстон, США             | Грунт      | Динара Сафина        | 6-2 6-2        |
| 4.  | 20 мая 2007      | Рим, Италия               | Грунт      | Светлана Кузнецова   | 7-5 6-1        |
| 5.  | 17 июня 2007     | Бирмингем, Великобритания | Трава      | Мария Шарапова       | 4-6 6-3 7-5    |
| 6.  | 18 мая 2008      | Рим, Италия (2)           | Грунт      | Ализе Корне          | 6-2 6-2        |
| 7.  | 28 сентября 2008 | Пекин, Китай              | Хард       | Светлана Кузнецова   | 6-3 6-2        |
| 8.  | 5 октября 2008   | Штутгарт, Германия        | Хард (зал) | Надежда Петрова      | 6-4 6-3        |
| 9.  | 12 октября 2008  | Москва, Россия            | Хард (зал) | Вера Звонарёва       | 6-2 6-4        |
| 10. | 12 апреля 2009   | Марбелья, Испания         | Грунт      | Карла Суарес Наварро | 6-3 3-6 6-3    |
| 11. | 10 августа 2009  | Цинциннати, США           | Хард       | Динара Сафина        | 6-4 6-2        |
| 12. | 21 марта 2010    | Индиан-Уэлс, США          | Хард       | Каролина Возняцки    | 6-2 6-4        |
| 13. | 24 февраля 2013  | Богота, Колумбия          | Грунт      | Паула Ормаэчеа       | 6-1 6-2        |
| 14. | 26 сентября 2015 | Гуанчжоу, Китай           | Хард       | Дениса Аллертова     | 6-2 6-0        |
| 15. | 18 октября 2015  | Гонконг                   | Хард       | Анжелика Кербер      | 3-6 7-6(4) 6-1 |

#### Поражения (21)
| №   | Дата             | Турнир                        | Покрытие | Соперница в финале         | Счёт           |
| 1.  | 5 марта 2005     | Дубай, ОАЭ                    | Хард     | Линдсей Дэвенпорт          | 4-6 6-3 4-6    |
| 2.  | 12 июня 2005     | Бирмингем, Великобритания     | Трава    | Мария Шарапова             | 2-6 6-4 1-6    |
| 3.  | 2 октября 2005   | Сеул, Южная Корея             | Хард     | Николь Вайдишова           | 5-7 3-6        |
| 4.  | 13 августа 2006  | Лос-Анджелес, США             | Хард     | Елена Дементьева           | 3-6 6-4 4-6    |
| 5.  | 12 января 2007   | Сидней, Австралия             | Хард     | Ким Клейстерс              | 6-4 6-7(1) 4-6 |
| 6.  | 23 июня 2007     | Хертогенбос, Нидерланды       | Трава    | Анна Чакветадзе            | 6-7(2) 6-3 3-6 |
| 7.  | 19 августа 2007  | Торонто, Канада               | Хард     | Жюстин Энен                | 6-7(3) 5-7     |
| 8.  | 23 сентября 2007 | Пекин, Китай                  | Хард     | Агнеш Савай                | 7-6(7) 5-7 2-6 |
| 9.  | 5 апреля 2008    | Майами, США                   | Хард     | Серена Уильямс             | 1-6 7-5 3-6    |
| 10. | 7 сентября 2008  | Открытый чемпионат США        | Хард     | Серена Уильямс             | 4-6 5-7        |
| 11. | 3 октября 2009   | Токио, Япония                 | Хард     | Мария Шарапова             | 2-5 — отказ    |
| 12. | 8 мая 2010       | Рим, Италия                   | Грунт    | Мария Хосе Мартинес Санчес | 6-7(5) 5-7     |
| 13. | 7 марта 2011     | Монтеррей, Мексика            | Хард     | Анастасия Павлюченкова     | 6-2 2-6 3-6    |
| 14. | 21 августа 2011  | Цинциннати, США               | Хард     | Мария Шарапова             | 6-4 6-7(3) 3-6 |
| 15. | 18 июня 2012     | Бирмингем, Великобритания (2) | Трава    | Мелани Уден                | 4-6 2-6        |
| 16. | 25 августа 2012  | Грейпвайн, США                | Хард     | Роберта Винчи              | 5-7 3-6        |
| 17. | 7 апреля 2013    | Чарлстон, США                 | Грунт    | Серена Уильямс             | 6-3 0-6 2-6    |
| 18. | 6 октября 2013   | Пекин, Китай                  | Хард     | Серена Уильямс             | 2-6 2-6        |
| 19. | 13 апреля 2014   | Богота, Колумбия              | Грунт    | Каролин Гарсия             | 3-6 4-6        |
| 20. | 22 марта 2015    | Индиан-Уэлс, США              | Хард     | Симона Халеп               | 6-2 5-7 4-6    |
| 21. | 24 сентября 2016 | Гуанчжоу, Китай               | Хард     | Леся Цуренко               | 4-6 6-3 4-6    |

### Финалы турнировWTA 125иITFв одиночном разряде (3)

#### Победы (2)
| Легенда:        |
| --------------- |
| WTA 125 (1)*    |
| 100.000 USD (0) |
| 75.000 USD (1)  |
| 50.000 USD (0)  |
| 25.000 USD (0)  |
| 10.000 USD (0)  |

| Титулы по покрытиям | Титулы по месту проведения матчей турнира |
| ------------------- | ----------------------------------------- |
| Хард (2)*           | Зал (0)                                   |
| Грунт (0)           | Зал (0)                                   |
| Трава (0)           | Открытый воздух (2)                       |
| Ковёр (0)           | Открытый воздух (2)                       |

* количество побед в одиночном разряде.
| №  | Дата            | Турнир         | Покрытие | Соперница в финале | Счёт       |
| 1. | 19 октября 2003 | Дубай, ОАЭ     | Хард     | Генриета Надьова   | 6-2 7-5    |
| 2. | 2 августа 2015  | Наньчан, Китай | Хард     | Чжан Кайчжэнь      | 6-3 7-6(6) |

#### Поражение (1)
| №  | Дата        | Турнир            | Покрытие | Соперница в финале | Счёт    |
| 1. | 20 мая 2002 | Шарлоттсвилл, США | Грунт    | Эрика де Лоун      | 2-6 4-6 |

### Финалы турнировWTAв парном разряде (5)

#### Победы (2)
| №  | Дата            | Турнир                    | Покрытие | Партнёрша          | Соперницы в финале               | Счёт           |
| 1. | 18 июня 2006    | Бирмингем, Великобритания | Трава    | Ли На              | Джилл Крейбас Лизель Хубер       | 6-2 6-4        |
| 2. | 11 августа 2013 | Торонто, Канада           | Хард     | Катарина Среботник | Анна-Лена Грёнефельд Квета Пешке | 5-7 6-2 [10-6] |

#### Поражения (3)
| №  | Дата         | Турнир                  | Покрытие | Партнёрша              | Соперницы в финале              | Счёт           |
| 1. | 14 июня 2015 | Хертогенбос, Нидерланды | Трава    | Анастасия Павлюченкова | Лаура Зигемунд Эйжа Мухаммад    | 3-6 5-7        |
| 2. | 26 июля 2015 | Стамбул, Турция         | Хард     | Чагла Бююкакчай        | Дарья Гаврилова Элина Свитолина | 7-5 1-6 [4-10] |
| 3. | 25 июня 2017 | Мальорка, Испания       | Трава    | Анастасия Севастова    | Мартина Хингис Чжань Юнжань     | Без игры       |

### Финалы турниров Большого шлема в смешанном парном разряде (1)

#### Победа (1)
| №  | Год  | Турнир   | Покрытие | Партнёр       | Соперники в финале          | Счёт        |
| 1. | 2007 | Уимблдон | Трава    | Джейми Маррей | Йонас Бьоркман Алисия Молик | 6-4 3-6 6-1 |

### Финалы командных турниров (2)

#### Поражения (2)
| №  | Год  | Турнир          | Команда                      | Соперник в финале               | Счёт |
| 1. | 2008 | Кубок Хопмана   | Сербия Е.Янкович, Н.Джокович | США С.Уильямс, М.Шонесси, М.Фиш | 1-2  |
| 2. | 2012 | Кубок Федерации | Сербия А.Иванович, Е.Янкович | Чехия П.Квитова, Шафаржова      | 1-3  |

## История выступлений на турнирах
| Турнир                                | 2001           | 2002           | 2003           | 2004           | 2005           | 2006           | 2007           | 2008           | 2009                                | 2010                                | 2011                                | 2012                                | 2013                                | 2014                                | 2015                                | 2016                                | 2017                                | Итог   | В/П за карьеру |
| ------------------------------------- | -------------- | -------------- | -------------- | -------------- | -------------- | -------------- | -------------- | -------------- | ----------------------------------- | ----------------------------------- | ----------------------------------- | ----------------------------------- | ----------------------------------- | ----------------------------------- | ----------------------------------- | ----------------------------------- | ----------------------------------- | ------ | -------------- |
| Турниры Большого шлема                |                |                |                |                |                |                |                |                |                                     |                                     |                                     |                                     |                                     |                                     |                                     |                                     |                                     |        |                |
| Открытый чемпионат Австралии          | -              | -              | 2Р             | 2Р             | 2Р             | 2Р             | 4Р             | 1/2            | 4Р                                  | 3Р                                  | 2Р                                  | 4Р                                  | 3Р                                  | 4Р                                  | 1Р                                  | 2Р                                  | 3Р                                  | 0 / 15 | 29-15          |
| Открытый чемпионат Франции            | -              | -              | К              | 1Р             | 1Р             | 3Р             | 1/2            | 1/2            | 4Р                                  | 1/2                                 | 4Р                                  | 2Р                                  | 1/4                                 | 4Р                                  | 1Р                                  | 1Р                                  | 1Р                                  | 0 / 14 | 31-14          |
| Уимблдонский турнир                   | -              | -              | К              | 1Р             | 3Р             | 4Р             | 4Р             | 4Р             | 3Р                                  | 4Р                                  | 1Р                                  | 1Р                                  | 2Р                                  | 1Р                                  | 4Р                                  | 2Р                                  | 1Р                                  | 0 / 14 | 21-14          |
| Открытый чемпионат США                | -              | К              | К              | 2Р             | 3Р             | 1/2            | 1/4            | Ф              | 2Р                                  | 3Р                                  | 3Р                                  | 3Р                                  | 4Р                                  | 4Р                                  | 1Р                                  | 2Р                                  | 1Р                                  | 0 / 14 | 32-14          |
| Итог                                  | 0 / 0          | 0 / 0          | 0 / 1          | 0 / 4          | 0 / 4          | 0 / 4          | 0 / 4          | 0 / 4          | 0 / 4                               | 0 / 4                               | 0 / 4                               | 0 / 4                               | 0 / 4                               | 0 / 4                               | 0 / 4                               | 0 / 4                               | 0 / 4                               | 0 / 57 |                |
| В/П в сезоне                          | 0-0            | 0-0            | 1-1            | 2-4            | 5-4            | 11-4           | 15-4           | 19-4           | 9-4                                 | 12-4                                | 6-4                                 | 6-4                                 | 10-4                                | 9-4                                 | 3-4                                 | 3-4                                 | 2-4                                 |        | 113-57         |
| Олимпийские игры                      |                |                |                |                |                |                |                |                |                                     |                                     |                                     |                                     |                                     |                                     |                                     |                                     |                                     |        |                |
| Летняя олимпиада                      | Не проводился  | Не проводился  | Не проводился  | 1Р             | Не проводился  | Не проводился  | Не проводился  | 1/4            | Не проводился                       | Не проводился                       | Не проводился                       | 1Р                                  | Не проводился                       | Не проводился                       | Не проводился                       | -                                   | НП                                  | 0 / 3  | 3-3            |
| Итоговые турниры                      |                |                |                |                |                |                |                |                |                                     |                                     |                                     |                                     |                                     |                                     |                                     |                                     |                                     |        |                |
| Итоговый турнир WTA                   | -              | -              | -              | -              | -              | -              | Группа         | 1/2            | 1/2                                 | Группа                              | -                                   | -                                   | 1/2                                 | -                                   | -                                   | -                                   | -                                   | 0 / 5  | 5-13           |
| Трофей элиты                          | Не проводился  | Не проводился  | Не проводился  | Не проводился  | Не проводился  | Не проводился  | Не проводился  | Не проводился  | -                                   | -                                   | -                                   | -                                   | -                                   | -                                   | Группа                              | -                                   | -                                   | 0 / 1  | 1-1            |
| Турниры WTA Premier Mandatory         |                |                |                |                |                |                |                |                |                                     |                                     |                                     |                                     |                                     |                                     |                                     |                                     |                                     |        |                |
| Индиан-Уэлс                           | 2Р             | -              | 1Р             | 1Р             | 2Р             | 2Р             | 4Р             | 1/2            | 2Р                                  | П                                   | 4Р                                  | 2Р                                  | 2Р                                  | 1/4                                 | Ф                                   | 4Р                                  | 2Р                                  | 1 / 16 | 26-15          |
| Майами                                | К              | -              | 1Р             | 3Р             | 2Р             | 2Р             | 3Р             | Ф              | 2Р                                  | 4Р                                  | 1/4                                 | 2Р                                  | 1/2                                 | 2Р                                  | 2Р                                  | 2Р                                  | 1Р                                  | 0 / 15 | 17-15          |
| Мадрид                                | Не проводился  | Не проводился  | Не проводился  | Не проводился  | Не проводился  | Не проводился  | Не проводился  | Не проводился  | 1/4                                 | 1/4                                 | 2Р                                  | 1Р                                  | 1Р                                  | 2Р                                  | -                                   | 1Р                                  | 1Р                                  | 0 / 8  | 7-8            |
| Пекин                                 | Не проводился  | Не проводился  | Не проводился  | Не 1 категория | Не 1 категория | Не 1 категория | Не 1 категория | Не 1 категория | 2Р                                  | 2Р                                  | 1Р                                  | 3Р                                  | Ф                                   | 1Р                                  | 1Р                                  | 1Р                                  | -                                   | 0 / 8  | 8-8            |
| Турниры WTA Premier 5                 |                |                |                |                |                |                |                |                |                                     |                                     |                                     |                                     |                                     |                                     |                                     |                                     |                                     |        |                |
| Доха / Дубай                          | Не 1 категория | Не 1 категория | Не 1 категория | Не 1 категория | Не 1 категория | Не 1 категория | Не 1 категория | 1/4            | 3Р                                  | 3Р                                  | 1/2                                 | 1Р                                  | 1Р                                  | 1/2                                 | 2Р                                  | 2Р                                  | 1Р                                  | 0 / 10 | 12-10          |
| Рим                                   | -              | -              | 1Р             | К              | 2Р             | 1/4            | П              | П              | 1/4                                 | Ф                                   | 1/4                                 | 1Р                                  | 1/4                                 | 1/2                                 | 3Р                                  | 1Р                                  | 2Р                                  | 2 / 14 | 30-12          |
| Цинциннати                            | Не проводился  | Не проводился  | Не проводился  | Не 1 категория | Не 1 категория | Не 1 категория | Не 1 категория | Не 1 категория | П                                   | 3Р                                  | Ф                                   | 1Р                                  | 1/2                                 | 1/4                                 | 1/2                                 | -                                   | -                                   | 1 / 7  | 20-6           |
| Монреаль / Торонто                    | -              | -              | -              | 2Р             | 1Р             | 3Р             | Ф              | 1/4            | 1/4                                 | 2Р                                  | 1Р                                  | 1Р                                  | 3Р                                  | 3Р                                  | 2Р                                  | -                                   | -                                   | 0 / 12 | 15-11          |
| Ухань                                 | Не проводился  | Не проводился  | Не проводился  | Не проводился  | Не проводился  | Не проводился  | Не проводился  | Не проводился  | Не проводился                       | Не проводился                       | Не проводился                       | Не проводился                       | Не проводился                       | 2Р                                  | 2Р                                  | 3Р                                  | -                                   | 0 / 3  | 4-3            |
| Прочие бывшие турниры 1 категории WTA |                |                |                |                |                |                |                |                |                                     |                                     |                                     |                                     |                                     |                                     |                                     |                                     |                                     |        |                |
| Токио                                 | -              | -              | -              | -              | 1Р             | 1Р             | 1/4            | 1/4            | Ф                                   | 3Р                                  | 3Р                                  | 2Р                                  | 3Р                                  | NM5                                 | NM5                                 | NM5                                 | NM5                                 | 0 / 9  | 10-9           |
| Чарлстон                              | -              | К              | -              | 2Р             | 1Р             | 1Р             | П              | 1/4            | Не турнир старших премьер-категорий | Не турнир старших премьер-категорий | Не турнир старших премьер-категорий | Не турнир старших премьер-категорий | Не турнир старших премьер-категорий | Не турнир старших премьер-категорий | Не турнир старших премьер-категорий | Не турнир старших премьер-категорий | Не турнир старших премьер-категорий | 1 / 6  | 8-5            |
| Москва                                | -              | -              | -              | -              | 1Р             | -              | -              | П              | Не турнир старших премьер-категорий | Не турнир старших премьер-категорий | Не турнир старших премьер-категорий | Не турнир старших премьер-категорий | Не турнир старших премьер-категорий | Не турнир старших премьер-категорий | Не турнир старших премьер-категорий | Не турнир старших премьер-категорий | Не турнир старших премьер-категорий | 1 / 2  | 4-1            |
| Берлин                                | -              | -              | -              | -              | 1/2            | 1Р             | 1/4            | 1/4            | Не проводился                       | Не проводился                       | Не проводился                       | Не проводился                       | Не проводился                       | Не проводился                       | Не проводился                       | Не проводился                       | Не проводился                       | 0 / 4  | 8-4            |
| Карлсбад                              | -              | -              | -              | 2Р             | 3Р             | 3Р             | 3Р             | НП             | НП                                  | NM5                                 | NM5                                 | NM5                                 | NM5                                 | НП                                  | NM5                                 | NM5                                 | NM5                                 | 0 / 4  | 6-4            |
| Цюрих                                 | -              | -              | -              | -              | 2Р             | 2Р             | 2Р             | Н1К            | Не проводился                       | Не проводился                       | Не проводился                       | Не проводился                       | Не проводился                       | Не проводился                       | Не проводился                       | Не проводился                       | Не проводился                       | 0 / 3  | 2-3            |
| Статистика за карьеру                 |                |                |                |                |                |                |                |                |                                     |                                     |                                     |                                     |                                     |                                     |                                     |                                     |                                     |        |                |
| Проведено финалов                     | 0              | 0              | 0              | 1              | 3              | 1              | 8              | 6              | 3                                   | 2                                   | 2                                   | 2                                   | 3                                   | 1                                   | 3                                   | 1                                   | 0                                   |        | 36             |
| Выиграно турниров                     | 0              | 0              | 0              | 1              | 0              | 0              | 4              | 4              | 2                                   | 1                                   | 0                                   | 0                                   | 1                                   | 0                                   | 2                                   | 0                                   | 0                                   |        | 15             |
| В/П: всего                            | 9-5            | 21-14          | 46-23          | 36-27          | 36-29          | 45-27          | 72-25          | 68-20          | 46-19                               | 38-23                               | 38-22                               | 32-30                               | 46-21                               | '38-22                              | 44-19                               | 23-23                               | 6-19                                |        | 545-340        |
| % побед                               | 64 %           | 60 %           | 66 %           | 57 %           | 55 %           | 62 %           | 74 %           | 77 %           | 71 %                                | 62 %                                | 63 %                                | 52 %                                | 69 %                                | 63 %                                | 70 %                                | 50 %                                | 24 %                                |        | 62 %           |

К — проигрыш в отборочном турнире. NM5 — не турнир двух старших премьер-категорий..
| Турнир                       | 2005  | 2006  | 2007  | 2008  | 2010  | 2011  | 2012  | 2013  | 2014  | 2015  | 2016  | 2017  | Итог   | В/П за карьеру |
| ---------------------------- | ----- | ----- | ----- | ----- | ----- | ----- | ----- | ----- | ----- | ----- | ----- | ----- | ------ | -------------- |
| Турниры Большого шлема       |       |       |       |       |       |       |       |       |       |       |       |       |        |                |
| Открытый чемпионат Австралии | 2Р    | 1Р    | 1Р    | 3Р    | 2Р    | -     | -     | 3Р    | 2Р    | 1Р    | 1Р    | 1Р    | 0 / 10 | 6-10           |
| Открытый чемпионат Франции   | 1Р    | 1Р    | 2Р    | -     | -     | 2Р    | -     | 3Р    | 3Р    | -     | -     | 1Р    | 0 / 7  | 5-7            |
| Уимблдонский турнир          | 1Р    | 2Р    | -     | -     | 3Р    | 1Р    | 1Р    | 1/4   | 1Р    | 1Р    | 3Р    | 1Р    | 0 / 10 | 8-9            |
| Открытый чемпионат США       | 2Р    | 3Р    | 1Р    | -     | 1Р    | 2Р    | 1Р    | 3Р    | 3Р    | 3Р    | 1Р    | 2Р    | 0 / 11 | 11-11          |
| Итог                         | 0 / 4 | 0 / 4 | 0 / 3 | 0 / 1 | 0 / 3 | 0 / 3 | 0 / 2 | 0 / 4 | 0 / 4 | 0 / 3 | 0 / 3 | 0 / 4 | 0 / 38 |                |
| В/П в сезоне                 | 2-4   | 3-4   | 1-3   | 2-1   | 3-2   | 2-3   | 0-2   | 8-4   | 5-4   | 2-3   | 2-3   | 1-4   |        | 30-37          |

| Турнир                       | 2004  | 2005  | 2006  | 2007  | 2008  | 2012  | 2013  | 2016  | Итог   | В/П за карьеру |
| ---------------------------- | ----- | ----- | ----- | ----- | ----- | ----- | ----- | ----- | ------ | -------------- |
| Турниры Большого шлема       |       |       |       |       |       |       |       |       |        |                |
| Открытый чемпионат Австралии | -     | -     | 1Р    | 2Р    | -     | 2Р    | -     | -     | 0 / 3  | 2-3            |
| Открытый чемпионат Франции   | -     | 1Р    | -     | -     | -     | -     | 2Р    | 2Р    | 0 / 3  | 2-3            |
| Уимблдонский турнир          | 1Р    | 2Р    | -     | П     | -     | -     | -     | -     | 1 / 3  | 7-1            |
| Открытый чемпионат США       | -     | 1Р    | -     | -     | 1Р    | -     | -     | -     | 0 / 2  | 0-2            |
| Итог                         | 0 / 1 | 0 / 3 | 0 / 1 | 1 / 2 | 0 / 1 | 0 / 1 | 0 / 1 | 0 / 1 | 1 / 11 |                |
| В/П в сезоне                 | 0-1   | 1-2   | 0-1   | 7-1   | 0-1   | 1-1   | 1-1   | 1-1   |        | 11-9           |

## Призовые за время выступлений вWTAтуре
| Год        | Титулы на ТБШ | Титулы WTA | Призовые ($) | Место в рейтинге призовых |
| ---------- | ------------- | ---------- | ------------ | ------------------------- |
| 2003       | 0             | 0          | 76,459       | 132                       |
| 2004       | 0             | 1          | 234,496      | 51                        |
| 2005       | 0             | 0          | 450,441      | 30                        |
| 2006       | 0             | 1          | 746,144      | 14                        |
| 2007       | 1             | 4          | 1,831,012    | 6                         |
| 2008       | 0             | 4          | 3,564,465    | 3                         |
| 2009       | 0             | 2          | 2,491,514    | 5                         |
| 2010       | 0             | 1          | 2,136,991    | 7                         |
| 2011       | 0             | 0          | 1,078,418    | 15                        |
| 2012       | 0             | 0          | 649,868      | 25                        |
| 2013       | 0             | 2          | 2,030,349    | 10                        |
| 2014       | 0             | 0          | 1,509,514    | 19                        |
| За карьеру | 1             | 15         | 17,356,398   | 15                        |